# Gouania alnifolia
Gouania alnifolia là một loài thực vật có hoa trong họ Táo. Loài này được Reissek mô tả khoa học đầu tiên năm 1861.